# 久慈市立久慈中学校
久慈市立久慈中学校（くじしりつくじちゅうがっこう）は、岩手県久慈市にある公立中学校。

## 校区
久慈市立久慈小学校及び久慈市立久慈湊小学校の通学区域

## 校歌
- 作詞 - 砂子彦三郎
- 作曲 - 坂本良隆